# Червидоне I (Мачерата)
Червидоне I (итал. Cervidone I) насеље је у Италији у округу Мачерата, региону Марке.
Према процени из 2011. у насељу је живело 16 становника. Насеље се налази на надморској висини од 243 м.